# Elezioni parlamentari in Macedonia del 2008
Le elezioni parlamentari in Macedonia del 2008 si tennero il 1º giugno; videro la vittoria del Partito Democratico per l'Unità Nazionale Macedone di Nikola Gruevski, che fu confermato Primo ministro.

## Risultati
| Liste                                                             | Voti    | %     | Seggi |
| ----------------------------------------------------------------- | ------- | ----- | ----- |
| Per una Macedonia Migliore (VMRO - SPM - DS - DOM - Altri)        | 481 501 | 48,78 | 63    |
| Coalizione per l'Europa (SDSM - NSDP - LDP - LPM - Altri)         | 233 284 | 23,64 | 27    |
| Unione Democratica per l'Integrazione                             | 126 522 | 12,82 | 18    |
| Partito Democratico degli Albanesi                                | 81 557  | 8,26  | 11    |
| Partito per un Futuro Europeo                                     | 14 474  | 1,47  | 1     |
| Partito per la Prosperità Democratica                             | 7 213   | 0,73  | –     |
| Unione Democratica degli Albanesi                                 | 6 484   | 0,66  | –     |
| Partito Socialdemocratico di Macedonia                            | 6 406   | 0,65  | –     |
| Partito dei Democratici Liberi                                    | 4 362   | 0,44  | –     |
| Partito Radicale dei Serbi in Macedonia                           | 4 326   | 0,44  | –     |
| Organizzazione della Patria Macedone per il Rinnovamento Radicale | 4 317   | 0,44  | –     |
| Movimento per l'Unità Nazionale dei Turchi                        | 3 782   | 0,38  | –     |
| Unione delle Forze di Sinistra di Tito                            | 3 758   | 0,38  | –     |
| Gruppo elettorale Panco Minov                                     | 2 744   | 0,28  | –     |
| VMRO - Partito Democratico                                        | 2 335   | 0,24  | –     |
| Unificazione Radicale Macedone Permanente                         | 1 856   | 0,19  | –     |
| Unione Democratica Nazionale                                      | 1 651   | 0,17  | –     |
| Gruppo elettorale Peco Grujovski                                  | 449     | 0,05  | –     |
| Totale                                                            | 987 021 | 100   | 120   |

1. ↑  Include: DPTM - DPSM - SRM - VMRO-M - OPE - PP - SDAM - PVM - PNR - NDM - BDP - PZ - DUR - RZPRM - PCER
2. ↑  Include: NA - ZPM - PPPM - DSVM